# Komorowo (powiat włocławski)
Komorowo – wieś w Polsce położona w województwie kujawsko-pomorskim, w powiecie włocławskim, w gminie Izbica Kujawska.
| SIMC    | Nazwa            | Rodzaj    |
| ------- | ---------------- | --------- |
| 0992935 | Felicyn          | część wsi |
| 0992941 | Góralewo         | część wsi |
| 0992958 | Góry Komorowskie | część wsi |
| 0992964 | Komorowo-Majątek | część wsi |
| 0992970 | Kowalewo         | część wsi |
| 0992987 | Plebanka         | część wsi |
| 0992993 | Przepiórowo      | część wsi |

W latach 1975–1998 miejscowość należała administracyjnie do województwa włocławskiego. Według Narodowego Spisu Powszechnego (III 2011 r.) liczyła 116 mieszkańców. Jest 22. co do wielkości miejscowością gminy Izbica Kujawska.